# 1948年ロンドンオリンピックの近代五種競技
1948年ロンドンオリンピックの近代五種競技（1948ねんロンドンオリンピックのきんだいごしゅきょうぎ）は、1948年7月30日から8月4日にかけて行われた。16の国から45人が参加した。

## 競技結果
| 種目 | 金                              | 銀                                    | 銅                              |
| ---- | ------------------------------- | ------------------------------------- | ------------------------------- |
| 個人 | William Grut スウェーデン (SWE) | ジョージ・ムーア アメリカ合衆国 (USA) | Gösta Gärdin スウェーデン (SWE) |

## 参加国
| - アルゼンチン (3) - ベルギー (3) - ブラジル (3) - チリ (2) - チェコスロバキア (2) - フィンランド (3) - フランス (3) - イギリス (3) | - ハンガリー (3) - イタリア (3) - メキシコ (2) - スペイン (3) - スウェーデン (3) - スイス (3) - アメリカ合衆国 (3) - ウルグアイ (3) |